# 毛萼懸鉤子似尖葉節蜱
毛萼懸鉤子似尖葉節蜱（学名：Acaphyllisa shinkoensa）为節蜱科似尖葉節蜱屬下的一个种。